# اختروش فعال متغیر نوری

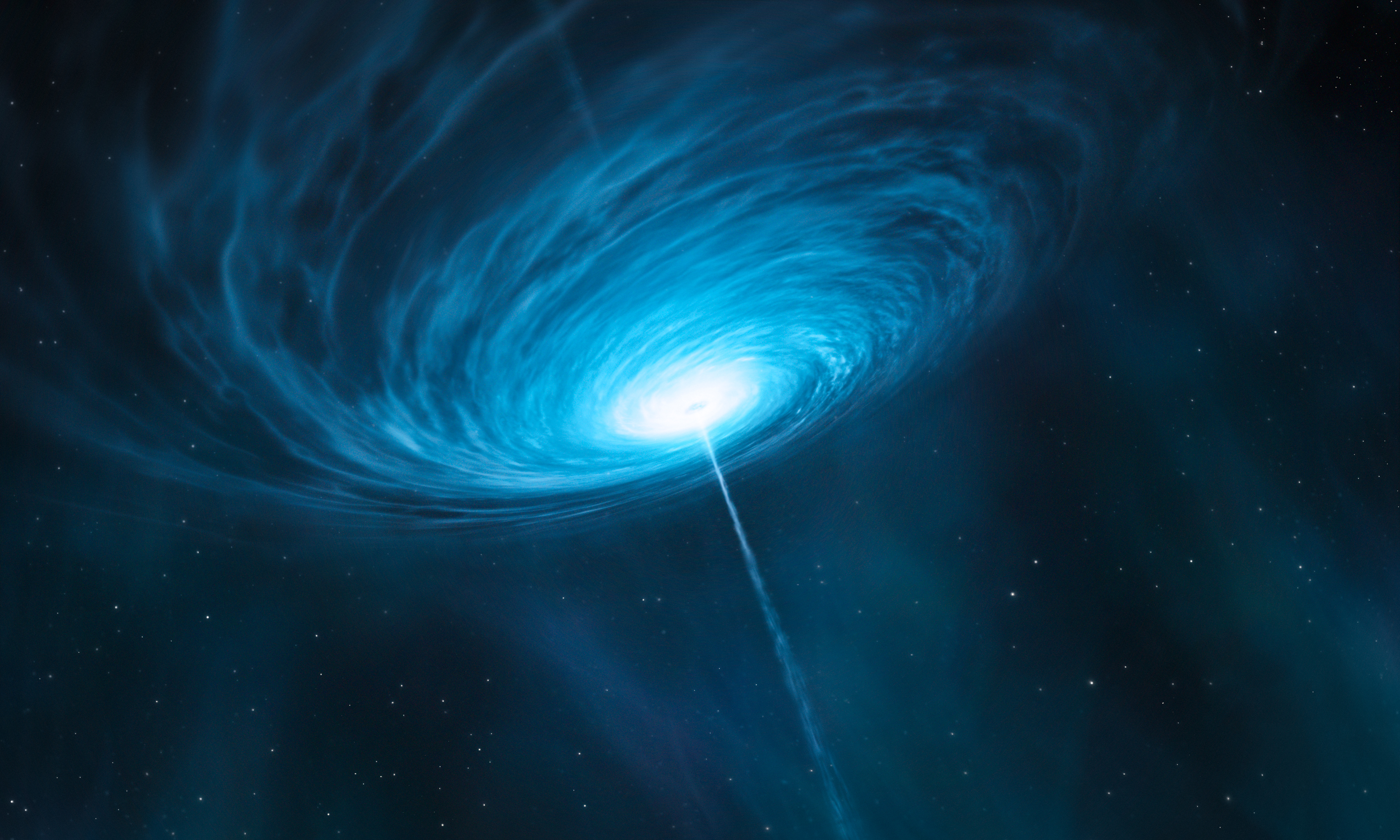
برداشت هنرمند از اختروش فعال متغیر نوری ۳سی ۲۷۹.

اختروش فعال متغیر نوری (انگلیسی: OVV quasar) (بیشتر به اختصار اختروش OVV) گونه‌ای اختروش بسیار متغیر است. این یک گونهٔ فرعی از بلیزر است که از چند کهکشان رادیویی درخشان و کمیاب تشکیل شده‌است که خروجی نور مرئی آنها می‌تواند ۵۰ درصد در یک روز تغییر کند. اختروش‌های OVV اساساً با اختروش‌های بسیار قطبی (HPQ)، اختروش‌های تحت سلطه هسته (CDQ) و اختروش‌های رادیویی با طیف مسطح (FSRQ) متحد شده‌اند. اصطلاحات مختلفی استفاده می‌شود، اما اصطلاح FSRQ به‌طور مؤثری محبوبیت پیدا می‌کند و اصطلاحات دیگر را قدیمی می‌کند.
در طول موج‌های مرئی، از نظر ظاهری مشابه اجسام اجسام بی‌ال لکرتی هستند، اما عموماً دارای خطوط انتشار گسترده‌تر و قوی‌تر هستند.

## نمونه‌ها
اختروش‌های ۳سی ۲۷۹ و اس۵ ۸۱+۰۰۱۴